# Sigfried Giedion
Sigfried Giedion (teils auch Siegfried geschrieben; * 14. April 1888 in Prag oder Lengnau, Schweiz; † 9. April 1968 in Zürich; heimatberechtigt in Lengnau) war ein Schweizer Architekturhistoriker.

## Leben
Sigfried Giedion war der Sohn eines Webereifabrikanten vom Zugersee. Er studierte zunächst Maschinenbau in Wien. Offenbar weil er nicht in den elterlichen Betrieb eintreten wollte, schrieb er Gedichte und Theaterstücke, von denen eines bei Max Reinhardt an den Kammerspielen aufgeführt wurde. Er hörte Kunstgeschichte bei Heinrich Wölfflin, bei dem er 1922 über den spätbarocken und romantischen Klassizismus promoviert wurde. Aufgrund dieser Arbeit wollte ihn A. E. Brinckmann nach Köln holen, er lehnte es jedoch ab, bereits in den akademischen Bereich zu gehen. 1923 besuchte er das Bauhaus und traf dort Walter Gropius. Seit dieser Begegnung beschäftigte er sich fachlich zunehmend mit dem Bauhaus und seinen Protagonisten und wurde selbst zu einem Wegbereiter der Moderne.

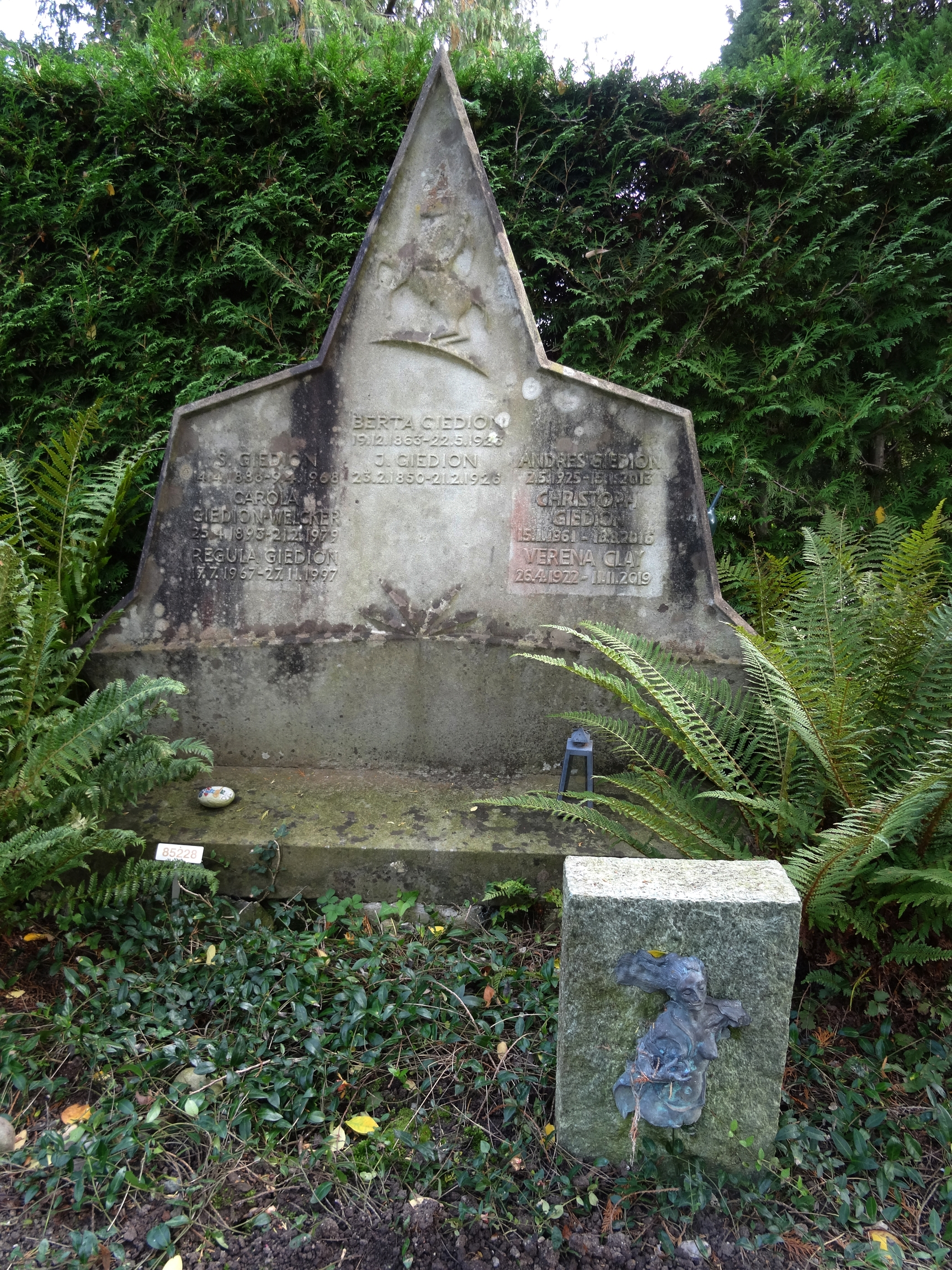
Grab, Friedhof Rehalp, Zürich

1928 war er zusammen mit Le Corbusier und Hélène de Mandrot Mitinitiator der Gründung der Congrès Internationaux d’Architecture Moderne (CIAM), deren erster Generalsekretär er wurde. Im gleichen Jahr engagierte er sich in der Initiativgruppe für die Werkbundsiedlung Neubühl, deren Vorstand er bis 1939 angehörte. Auch als Bauherr der Doldertalhäuser, die er zu einem Manifest des Neuen Bauens in der Schweiz machen wollte, und als Gründer der Wohnbedarf AG engagierte er sich – wie überhaupt in zahllosen Publikationen in internationalen Fachzeitschriften, deren Auftakt sein Engagement für Le Corbusiers Entwurf des Völkerbundgebäudes in Genf 1927 gewesen war.
Seine Veröffentlichung Bauen in Frankreich, Bauen in Eisen, Bauen in Eisenbeton mit einem Cover von Laszlo Moholy-Nagy beeinflusste die Sicht der modernen Architekten auf ihre eigene Geschichte enorm. Zudem wurde das Werk umfangreich durch den Philosophen Walter Benjamin in seinem Passagen-Werk zitiert.
1938/39 lehrte Giedion an der Harvard University. Seine dortigen Charles Eliot Norton Lectures fanden 1941 ihren Niederschlag in seinem Hauptwerk, der Standardgeschichte der modernen Architektur, Space, Time and Architecture (dt. Raum, Zeit, Architektur). 1946 erhielt er seinen ersten Lehrauftrag an der ETH Zürich. Er lehrte in der folgenden Zeit bis in die 1960er Jahre im Wechsel in der Schweiz und dem Massachusetts Institute of Technology in den Vereinigten Staaten. In dieser Zeit schrieb er in regelmässiger Folge als Herausgeber beim CIAM oder in alleiniger Autorschaft seine Befunde der zweiten Moderne, etwa das kulturpessimistische Mechanization Takes Command von 1948 (dt. Die Herrschaft der Mechanisierung). 1966 wurde er in die American Academy of Arts and Sciences gewählt.
Giedion war verheiratet mit der Kunsthistorikerin Carola Giedion-Welcker. Ein gemeinsamer Sohn war Andres Giedion. Sigfried Giedion fand seine letzte Ruhestätte auf dem Friedhof Rehalp in Zürich.

## Werke

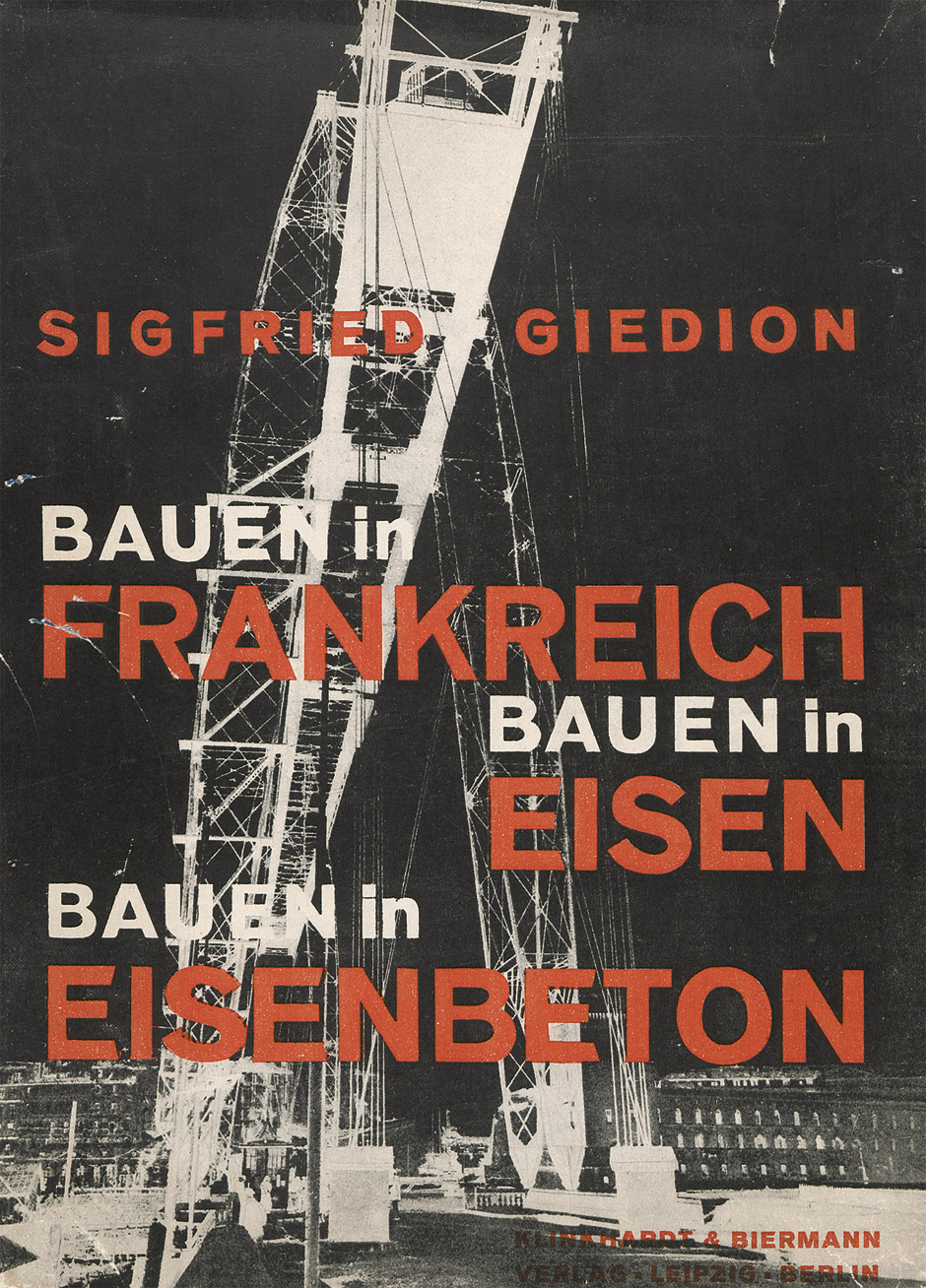
Sigfried Giedion: Bauen in Frankreich (1930). Schutzumschlag von László Moholy-Nagy

- Sigfried Giedion: Bauen in Frankreich (1930). Schutzumschlag von László Moholy-NagySpätbarocker und romantischer Klassizismus. Bruckmann, München 1922.
- Bauen in Frankreich, Bauen in Eisen, Bauen in Eisenbeton. Klinkhardt & Biermann, Leipzig 1928; Nachdruck: Gebr. Mann, Berlin 2000.
- Befreites Wohnen. Schaubücher. Orell Füssli, Zürich 1929.
- Space, Time and Architecture. The Growth of a New Tradition. Harvard University Press, Cambridge 1941; deutsch: Raum, Zeit, Architektur. Die Entstehung einer neuen Tradition. Maier, Ravensburg 1965; zuletzt: 6., unveränderter Nachdruck. Birkhäuser, Basel 2007, ISBN 978-3-7643-5407-7.
- Mechanization Takes Command. A Contribution to Anonymous History. Oxford University Press, New York 1948; deutsch: Die Herrschaft der Mechanisierung. Ein Beitrag zur anonymen Geschichte. Europäische Verlagsanstalt, Frankfurt am Main 1982, ISBN 978-3-434-00711-1, 843 S.
- Walter Gropius. Mensch und Werk. Hatje, Stuttgart 1954.
- Architektur und Gemeinschaft. Tagebuch einer Entwicklung. Rowohlt, Hamburg 1956.
- Le Corbusier und die architektonischen Ausdrucksmittel dieser Zeit. In: Le Corbusier – Architektur, Malerei, Plastik, Wandteppiche. Haus des deutschen Kunsthandwerks, Frankfurt am Main, 26. Juni bis 7. August 1958. Haus des deutschen Kunsthandwerks, Frankfurt am Main 1958.
- The Eternal Present. A Contribution on Constancy and Change. 2 Bände. Oxford University Press, London 1962/1963; deutsch: Ewige Gegenwart. Ein Beitrag zu Konstanz u. Wechsel. 2 Bände. DuMont Schauberg, Köln 1964/1965.
- Architektur und das Phänomen des Wandels. Die 3 Raumkonzeptionen in der Architektur. Wasmuth, Tübingen 1969.
- Die Entstehung des heutigen Menschen. Ein unvollendetes Buchprojekt, 1929–1938. Herausgegeben von Sokratis Georgiadis mit Almut Grunewald. gta Verlag, Zürich 2023, ISBN 978-3-85676-448-7.